# 246:3AM
「246:3AM」（にーよんろく:スリーエイエム）は、稲垣潤一の楽曲。自身の2作目のシングルとして、東芝EMI（現：ユニバーサルミュージックジャパン）からシングル・レコードで1982年7月21日に発売された。

## 解説
「246:3AM」「ジンで朝まで」両曲とも、同日発売されたデビュー・アルバムからのシングル・カット。タイトル曲「246:3AM」の語源は、午前3時の国道246号（青山通り）から来ているが、よく質問が来る内容らしく、ライナーノーツでもその旨紹介されることがある。

## 収録曲

### SIDE A
1. 246:3AM
作詞：湯川れい子、作曲：松尾一彦、編曲：井上鑑

### SIDE B
1. ジンで朝まで
作詞：秋元康、作曲：杉真理、編曲：井上鑑